# カバルダ・バルカル自治ソビエト社会主義共和国

カバルダ・バルカル自治ソビエト社会主義共和国
Кабардино-Балкарская автономная советская социалистическая республика

カバルダ・バルカルASSRの位置

カバルダ・バルカル自治ソビエト社会主義共和国（カバルダ・バルカルじちソビエトしゃかいしゅぎきょうわこく、ロシア語: Кабардино-Балкарская автономная советская социалистическая республика）またはカバルダ・バルカルASSRはソビエト連邦、ロシア・ソビエト連邦社会主義共和国の自治共和国。もともとは山岳自治ソビエト社会主義共和国であったが、1921年9月1日にカバルダ・バルカル自治州は切り離されて新設され、1922年1月16日にこの山岳ASSRは解散された。その後、1936年12月5日には自治共和国に昇格した。1991年1月30日、カバルダ・バルカルASSRは国家の主権を宣言し、現在はカバルダ・バルカル共和国として知られている。
チェチェン・イングーシ自治ソビエト社会主義共和国と同じく、カバルダASSRは二つの民族を内包しており、両方ともソビエト・ロシアに属していた。また、双方ともに連邦崩壊時にはロシア人が民族的に最大多数でなかった。1934年と1975年の2度レーニン勲章を受章しており、1971年に十月革命賞、1972年に民族友好勲章を受章している。

## 歴史

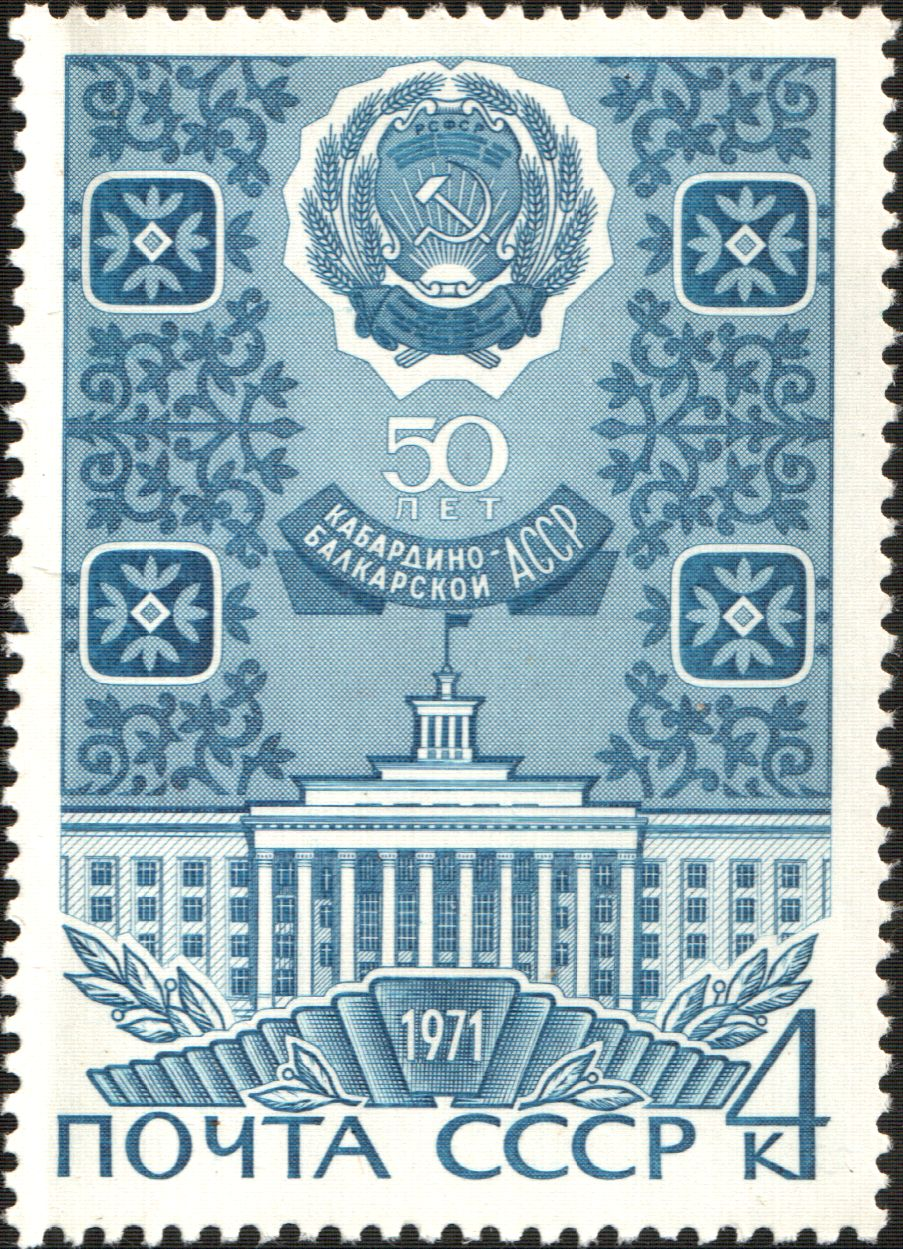
カバルダ・バルカル自治州から数えて設置50周年を記念してソビエト連邦で発行された切手（1971年発行）

ロシア帝国とオスマン帝国はこの土地をめぐって17世紀から19世紀にかけて戦闘を繰り広げ、結果この地域はロシアの支配下に入った。10月革命の後のロシア内戦中、この地域は1921年から山岳自治ソビエト社会主義共和国に加えられた。1922年にはこの地域は山岳ASSRから切り離されカバルダ・バルカル自治州に変更され、1936年の12月5日からカバルダ・バルカル自治ソビエト社会主義共和国に昇格された。
1944年にはスターリンがテュルク系バルカル人はナチス・ドイツと協力したと非難し、住民を中央アジアに強制移住させた。また、バクサン渓谷をグルジアに引き渡した。バルカル人に因んで国家の名前となっていたため、バルカルの部分は削られ、この地域はカバルダASSRに変名された。1957年までバルカル人の故郷への帰参は許されなかったが、同年以降フルシチョフ政権下で帰国が許され、国名も以前のものに戻された。

## 地理
カバルダ・バルカルASSRは北カフカース山岳地帯中央部に位置しており、面積は12,500km2である。
主な川にはテレク川、マルカ川、バクサン川、ウルク川、チェレク川などが存在する。18,740km2が河川流域で覆われており、大きくは無いが100以上の湖沼が国境に存在する。湖の多くは山岳地帯に位置しており、氷河によって作られたものである。平地ではタンブカン湖に位置している。
カフカース山脈の火山であるエルブルス山が最高地点であり、標高は5,642mである。その他の有名な山にはディフ・タウ山 (5,402 m)、コシュタン・タウ山 (5,151 m)、シュハラ山 (5,068 m)などが存在する。
木材が重要資源であり、また鉱物では鉄、モリブデン、金、石炭、タングステン、鉛などが算出され、カバルダ・バルカルASSRにとって重要資源になっている。これらの地域ではミネラルウォーターも豊富に湧き出している。

## 住民
人口動態は以下のようであった。
| 年度   | 人口    |
| ------ | ------- |
| 1939年 | 359,219 |
| 1959年 | 420,115 |
| 1970年 | 588,203 |
| 1979年 | 674,605 |
| 1989年 | 759,586 |

1987年の時点では都市人口が450,000人、農村人口が282,000人であった。
民族構成は以下のようであった
| 民族         | 1939年 | 1959年 | 1970年 | 1979年 | 1989年 |
| ------------ | ------ | ------ | ------ | ------ | ------ |
| ロシア人     | 35,9%  | 38,7%  | 37,2%  | 35,1%  | 31,9%  |
| カバルド人   | 42,4%  | 45,3%  | 45,0%  | 45,5%  | 48,2%  |
| バルカル人   | 11,3%  | 8,1%   | 8,7%   | 9,0%   | 9,4%   |
| ウクライナ人 | 3,1%   | 2,0%   | 1,8%   | 1,8%   | 1,7%   |
| ドイツ人     | 1,5%   | ...    | ...    | 1,5%   | 1,1%   |
| オセット人   | 1,3%   | 1,5%   | 1,6%   | 1,5%   | 1,3%   |